# Zofia Gołębiowska
Zofia Gołębiowska (ur. 17 grudnia 1915 w Warszawie, zm. 16 lutego 2001 w Poznaniu) – polska entomolog.

## Życiorys
Stopień magistra uzyskała w 1946 zaś doktorat w 1948. W 1958 została docentem w Instytucie Ochrony Roślin w Poznaniu. W 1963 została profesorem nadzwyczajnym, a następnie profesorem zwyczajnym.
Zajmowała się szkodnikami zbóż i produktów magazynowych. Badała biologię i ekologię wielu owadów i roztoczy, zwłaszcza ploniarki zbożówki, niezmiarki paskowanej, wołka zbożowego i rozkruszka drobnego.
W dorobku ma 160 publikacji, z których do ważniejszych należą: „Wołek zbożowy (Calandra granaria L.) – morfologia, ekologia, biologia i zwalczanie”; „Stenodiplosis bromicola Mar. et AG. (Diptera, Cecidomyidae) nowo odkryty szkodnik nasion stokłosy bezostnej (Bromus inermis Leyss.) w Polsce”. Jest też autorką trzech podręczników.
Była organizatorką i przez wiele lat kierowała Pracownią Entomologii Rolniczej, Akarologii i Szkodników Magazynowych Instytutu Ochrony Rolnictwa w Poznaniu. Była przewodniczącą poznańskiego oddziału Polskiego Towarzystwa Entomologicznego. Należała do rad naukowych: IOR w Poznaniu, Instytutu Ekologii PAN, Komitetu Ochrony Roślin PAN i Komitetu Zoologii PAN. 
W 1995 została Członkiem Honorowym Polskiego Towarzystwa Entomologicznego, a w 1998 otrzymała Medal Za Zasługi dla Polskiego Towarzystwa Entomologicznego.
Została pochowana na Cmentarzu Junikowskim w Poznaniu.